# Moriah (nome)
Moriah  è un nome proprio di persona inglese femminile.

## Origine e diffusione
Si tratta di un nome recente, diffusosi dagli anni ottanta negli Stati Uniti; si basa sul toponimo di Moriah (in ebraico: מֹרִיָה, Moriah), luogo dove nell'Antico Testamento Abramo deve sacrificare Isacco (Gn 22:2) e su cui poi Salomone farà costruire il tempio di Gerusalemme.
Il significato non è del tutto certo: potrebbe voler dire "visto da Yahweh" o "scelto da Yahweh".

## Onomastico
Questo nome è privo di santa patrona, ed è quindi adespota. L'onomastico si può festeggiare il 1º novembre, ricorrenza di Ognissanti.

## Persone
- Moriah van Norman, pallanuotista statunitense